# Tour du Qatar féminin 2012
Le Tour du Qatar féminin 2012 est la quatrième édition du Tour du Qatar féminin. La compétition s'est déroulée du 1er au 3 février 2012. La course qui ouvre le calendrier international féminin UCI 2012 a été remportée par l'Allemande Judith Arndt.

## Les équipes
| N.    | Code | Équipe                     |
| ----- | ---- | -------------------------- |
| 1-6   | SLU  | Team Specialized Lululemon |
| 11-16 | DPZ  | Diadora - Pasta Zara       |
| 21-26 | NED  | Équipe nationale           |
| 31-36 | RBW  | Stichting Rabo Women       |
| 41-46 | USA  | Équipe nationale           |
| 51-56 | MCG  | MCipollini Giambenini      |
| 61-66 | GER  | Équipe nationale           |
| 71-76 | GEW  | GreenEdge - AIS            |

| N.      | Code | Équipe                          |
| ------- | ---- | ------------------------------- |
| 81-86   | ITA  | Équipe nationale                |
| 91-96   | LBL  | Lotto Belisol Ladies            |
| 101-106 | FRA  | Équipe nationale                |
| 111-116 | HPU  | Hitec Products - Mistral Home   |
| 121-126 | SKI  | Skil-1t4i                       |
| 131-135 | GPC  | China Chongming - Giant         |
| 141-146 | VLL  | Topsport Vlaanderen-Ridley 2012 |

- Liste de départ complète

## Les étapes
| #   | Date        | Parcours                                          | km    | Vainqueur d'étape | Leadeur du général |
| --- | ----------- | ------------------------------------------------- | ----- | ----------------- | ------------------ |
| 1re | 1er février | Camel Race Track - Al Khor Corniche               | 97    | Kirsten Wild      | Kirsten Wild       |
| 2e  | 2 février   | Al Zubara Fort - Madinat Al Shamal                | 114,5 | Trixi Worrack     | Judith Arndt       |
| 3e  | 3 février   | Katara Cultural Village - Katara Cultural Village | 92,5  | Kirsten Wild      | Judith Arndt       |

## Résultats des étapes

### 1reétape
- 1er février : Camel Race Track > Al Khor Corniche – 97 km

| # | Coureuse       | Équipe                        |    | Temps           |
| - | -------------- | ----------------------------- | -- | --------------- |
| 1 | Kirsten Wild   | Équipe nationale des Pays-Bas | en | 2 h 16 min 50 s |
| 2 | Chloe Hosking  | Team Specialized Lululemon    |    | m.t.            |
| 3 | Ellen van Dijk | Team Specialized Lululemon    |    | m.t.            |

| # | Coureuse      | Équipe                        |    | Temps           |
| - | ------------- | ----------------------------- | -- | --------------- |
| 1 | Kirsten Wild  | Équipe nationale des Pays-Bas | en | 2 h 16 min 36 s |
| 2 | Chloe Hosking | Team Specialized Lululemon    | +  | 8 s             |
| 3 | Judith Arndt  | GreenEdge - AIS               | +  | 9 s             |

### 2eétape
- 2 février : Al Zubara Fort > Madinat Al Shamal - 114,5 km

| # | Coureuse       | Équipe                     |    | Temps           |
| - | -------------- | -------------------------- | -- | --------------- |
| 1 | Trixi Worrack  | Team Specialized Lululemon | en | 3 h 05 min 37 s |
| 2 | Judith Arndt   | GreenEdge - AIS            |    | m.t.            |
| 3 | Adriana Visser | Skil-1t4i                  | +  | 2 min 20 s      |

| # | Coureuse      | Équipe                        |    | Temps           |
| - | ------------- | ----------------------------- | -- | --------------- |
| 1 | Judith Arndt  | GreenEdge - AIS               | en | 5 h 22 min 12 s |
| 2 | Trixi Worrack | Team Specialized Lululemon    | +  | 2 s             |
| 3 | Kirsten Wild  | Équipe nationale des Pays-Bas | +  | 2 min 16 s      |

### 3eétape
- 3 février : Katara Cultural Village - Katara Cultural Village > 92,5 km

| # | Coureuse       | Équipe                        |    | Temps           |
| - | -------------- | ----------------------------- | -- | --------------- |
| 1 | Kirsten Wild   | Équipe nationale des Pays-Bas | en | 2 h 38 min 36 s |
| 2 | Ellen van Dijk | Team Specialized Lululemon    |    | m.t.            |
| 3 | Adriana Visser | Skil-1t4i                     |    | m.t.            |

| # | Coureuse      | Équipe                        |    | Temps           |
| - | ------------- | ----------------------------- | -- | --------------- |
| 1 | Judith Arndt  | GreenEdge - AIS               | en | 8 h 00 min 44 s |
| 2 | Trixi Worrack | Team Specialized Lululemon    | +  | 6 s             |
| 3 | Kirsten Wild  | Équipe nationale des Pays-Bas | +  | 2 min 06 s      |

## Classements finals

### Classement général
| Classement Général | Classement Général | Classement Général | Classement Général              | Classement Général |
|                    | Coureur            | Pays               | Équipe                          | Temps              |
| ------------------ | ------------------ | ------------------ | ------------------------------- | ------------------ |
| 1er                | Judith Arndt       | GER                | GreenEdge - AIS                 | en 8 h 0 min 44 s  |
| 2e                 | Trixi Worrack      | GER                | Team Specialized Lululemon      | +6 s               |
| 3e                 | Kirsten Wild       | NED                | Équipe nationale des Pays-Bas   | +2 min 6 s         |
| 4e                 | Ellen van Dijk     | NED                | Team Specialized Lululemon      | +2 min 57 s        |
| 5e                 | Chloe Hosking      | AUS                | Team Specialized Lululemon      | +3 min 4 s         |
| 6e                 | Loes Gunnewijk     | NED                | GreenEdge - AIS                 | +3 min 12 s        |
| 7e                 | Alexis Rhodes      | AUS                | GreenEdge - AIS                 | +3 min 33 s        |
| 8e                 | Jessie MacLean     | AUS                | GreenEdge - AIS                 | +5 min 26 s        |
| 9e                 | Monia Baccaille    | ITA                | MCipollini Giambenini           | m.t.               |
| 10e                | Elena Cecchini     | ITA                | MCipollini Giambenini           | m.t.               |
| 11e                | Alessandra Borchi  | ITA                | MCipollini Giambenini           | +5 min 35 s        |
| 12e                | Sarah Düster       | GER                | Stichting Rabo Women            | m.t.               |
| 13e                | Liesbet De Vocht   | BEL                | Stichting Rabo Women            | m.t.               |
| 14e                | Dongyan Huang      | CHN                | China Chongming - Giant         | +5 min 49 s        |
| 15e                | Amanda Spratt      | AUS                | GreenEdge - AIS                 | m.t.               |
| 16e                | Iris Slappendel    | NED                | Stichting Rabo Women            | +6 min 5 s         |
| 17e                | Tatiana Guderzo    | ITA                | MCipollini Giambenini           | +6 min 41 s        |
| 18e                | Regina Bruins      | NED                | Skil-1t4i                       | +9 min 0 s         |
| 19e                | Charlotte Becker   | GER                | Team Specialized Lululemon      | +16 min 9 s        |
| 20e                | Adriana Visser     | NED                | Skil-1t4i                       | +16 min 23 s       |
| 21e                | Marta Tagliaferro  | ITA                | MCipollini Giambenini           | +17 min 2 s        |
| 22e                | Giorgia Bronzini   | ITA                | Diadora - Pasta Zara            | m.t.               |
| 23e                | Shelley Olds       | USA                | Équipe nationale des États-Unis | +17 min 8 s        |
| 24e                | Xin Liu            | CHN                | China Chongming - Giant         | +17 min 11 s       |
| 25e                | Romy Kasper        | GER                | Équipe nationale d'Allemagne    | m.t.               |
| modifier           |                    |                    |                                 |                    |

### Classements annexes
| Classement par points | Classement par points | Classement par points | Classement par points           | Classement par points |
| --------------------- | --------------------- | --------------------- | ------------------------------- | --------------------- |
|                       | Coureur               | Pays                  | Équipe                          | Point(s)              |
| 1er                   | Kirsten Wild          | NED                   | Équipe nationale des Pays-Bas   | 50 points             |
| 2e                    | Judith Arndt          | GER                   | GreenEdge - AIS                 | 39 pts                |
| 3e                    | Trixi Worrack         | GER                   | Team Specialized Lululemon      | 26 pts                |
| 4e                    | Ellen van Dijk        | NED                   | Team Specialized Lululemon      | 24 pts                |
| 5e                    | Chloe Hosking         | AUS                   | Team Specialized Lululemon      | 18 pts                |
| 6e                    | Adriana Visser        | NED                   | Skil-1t4i                       | 18 pts                |
| 7e                    | Monia Baccaille       | ITA                   | MCipollini Giambenini           | 7 pts                 |
| 8e                    | Loes Gunnewijk        | NED                   | GreenEdge - AIS                 | 6 pts                 |
| 9e                    | Jessie MacLean        | AUS                   | GreenEdge - AIS                 | 6 pts                 |
| 10e                   | Shelley Olds          | USA                   | Équipe nationale des États-Unis | 6 pts                 |
| modifier              |                       |                       |                                 |                       |

| Classement des jeunes | Classement des jeunes | Classement des jeunes | Classement des jeunes         | Classement des jeunes |
|                       | Coureur               | Pays                  | Équipe                        | Temps                 |
| --------------------- | --------------------- | --------------------- | ----------------------------- | --------------------- |
| 1er                   | Chloe Hosking         | AUS                   | Team Specialized Lululemon    | en 8 h 3 min 48 s     |
| 2e                    | Elena Cecchini        | ITA                   | MCipollini Giambenini         | + 2 min 22 s          |
| 3e                    | Dongyan Huang         | CHN                   | China Chongming - Giant       | + 2 min 45 s          |
| 4e                    | Marta Tagliaferro     | ITA                   | MCipollini Giambenini         | + 13 min 58 s         |
| 5e                    | Cherise Taylor        | RSA                   | Lotto Belisol Ladies          | + 14 min 7 s          |
| 6e                    | Anna van der Breggen  | NED                   | Équipe nationale des Pays-Bas | + 14 min 10 s         |
| 7e                    | Valentina Scandolara  | ITA                   | Équipe nationale d'Italie     | + 14 min 14 s         |
| 8e                    | Elisa Longo Borghini  | ITA                   | Hitec Products - Mistral Home | m.t.                  |
| 9e                    | Katie Colclough       | GBR                   | Team Specialized Lululemon    | + 14 min 16 s         |
| 10e                   | Laura van der Kamp    | NED                   | Équipe nationale des Pays-Bas | + 14 min 37 s         |
| modifier              |                       |                       |                               |                       |

| \| Classement par équipes \| Classement par équipes \| Classement par équipes \| Classement par équipes \| \| \| Équipe \| Pays \| Temps \| \| ---------------------- \| ----------------------------- \| ---------------------- \| ---------------------- \| \| 1re \| Team Specialized Lululemon \| Allemagne \| en 24 h 8 min 51 s \| \| 2e \| GreenEdge - AIS \| Australie \| + 4 s \| \| 3e \| MCipollini Giambenini \| Italie \| + 9 min 39 s \| \| 4e \| Stichting Rabo Women \| Pays-Bas \| + 10 min 6 s \| \| 5e \| Équipe nationale des Pays-Bas \| Pays-Bas \| + 30 min 55 s \| \| 6e \| Skil-1t4i \| Pays-Bas \| + 36 min 3 s \| \| 7e \| China Chongming - Giant \| Hong Kong \| + 44 min 1 s \| \| 8e \| Hitec Products - Mistral Home \| Norvège \| + 48 min 30 s \| \| 9e \| Équipe nationale d'Allemagne \| Allemagne \| + 56 min 13 s \| \| 10e \| Diadora - Pasta Zara \| Italie \| + 1 h 6 min 9 s \| \| modifier \| \| \| \| |                               |           |                    |
| Classement par équipes |                               |           |                    |
| | Équipe                        | Pays      | Temps              |
| 1re | Team Specialized Lululemon    | Allemagne | en 24 h 8 min 51 s |
| 2e | GreenEdge - AIS               | Australie | + 4 s              |
| 3e | MCipollini Giambenini         | Italie    | + 9 min 39 s       |
| 4e | Stichting Rabo Women          | Pays-Bas  | + 10 min 6 s       |
| 5e | Équipe nationale des Pays-Bas | Pays-Bas  | + 30 min 55 s      |
| 6e | Skil-1t4i                     | Pays-Bas  | + 36 min 3 s       |
| 7e | China Chongming - Giant       | Hong Kong | + 44 min 1 s       |
| 8e | Hitec Products - Mistral Home | Norvège   | + 48 min 30 s      |
| 9e | Équipe nationale d'Allemagne  | Allemagne | + 56 min 13 s      |
| 10e | Diadora - Pasta Zara          | Italie    | + 1 h 6 min 9 s    |
| modifier |                               |           |                    |

## Évolutions des classements
| Étape (Vainqueur) | Classement général Maillot or | Classement par points Maillot argent | Classement des jeunes Maillot blanc | Classement par équipes     |
| ----------------- | ----------------------------- | ------------------------------------ | ----------------------------------- | -------------------------- |
| 1 (Kirsten Wild)  | Kirsten Wild                  | Kirsten Wild                         | Chloe Hosking                       | Team Specialized Lululemon |
| 2 (Trixi Worrack) | Judith Arndt                  | Kirsten Wild                         | Chloe Hosking                       | Team Specialized Lululemon |
| 3 (Kirsten Wild)  | Judith Arndt                  | Kirsten Wild                         | Chloe Hosking                       | Team Specialized Lululemon |
| Classement final  | Judith Arndt                  | Kirsten Wild                         | Chloe Hosking                       | Team Specialized Lululemon |